# 和歌山県立有田中央高等学校清水分校
和歌山県立有田中央高等学校清水分校（わかやまけんりつ ありだちゅうおうこうとうがっこう しみずぶんこう）は、和歌山県有田郡有田川町清水に所在する公立の高等学校。生徒数は1学年20人前後。

## 設置学科
- 普通科

## 沿革
- 1949年 - 和歌山県立吉備高等学校八幡分校として開校（昼間定時制）
- 1953年 - 全日制に改組
- 1965年 - 吉備高等学校清水分校と改称
- 1997年 - 現校名となる

## 特徴
公立高校としては類例が非常に少ない全国を対象とした広域募集を採用している。